# Atom (equipo ciclista)
El Atom (código UCI: ATO), fue un equipo ciclista profesional colombiano, de categoría continental, aunque afincado en Guipúzcoa (España) y con sede en Francia.

## Historia del equipo
El conjunto surgió por el interés del mánager del equipo español amateur Azysa, José María Iguiñiz, en crear un equipo profesional.
Debido a la escasez de dinero para registrarse en España recurrieron a la argucia legal de registrarse en otro país con leyes menos estrictas. En este caso eligieron Colombia, dado que la UCI exige tener la mayoría de corredores del país donde este esté registrado para equipos de su categoría (categoría Continental) y en este caso pudieron contratar ciclistas de cierto nivel de ese país para cubrir el "cupo". Debido a esa falta de dinero también se dejaron de contratar a varios ciclistas apalabrados y solo pudieron reforzar el equipo durante la temporada con el director deportivo Iñaki Juanikorena y los ciclistas debutantes Luis Moyano (argentino) y Mikel Azparren (español), aprovechando la baja de Ángel Vázquez que se fue al Barbot-Halcon. De hecho Mikel Azparren fue clave para que el equipo acabase la temporada ya que él además de un destacado cicloturista es gerente de la empresa Azpiru y puso dinero para patrocinar el equipo a cambio de que él debutase como profesional disputando la Vuelta a Colombia.
En lo meramente deportivo lo único a destacar fueron las victorias y buenos resultados del fichaje de última hora de Mikel Gaztañaga en pruebas francesas y españolas. Junto con la victoria de etapa de Carlos Ibáñez en la Vuelta a Colombia y los segundos puestos en etapas de Giovanni Báez en la Volta a Lleida y en la Vuelta a Colombia.

### Desaparición
Tras los problemas económicos que se recrudecieron a causa de problemas internos el equipo finalmente se disolvió. Uno de sus patrocinadores más importantes, Azpiru, ya sin Mikel Azparren, se fue al nuevo equipo Fuerteventura-Canarias siendo el equipo amateur Azpiru-Ugarte filial del equipo canario. Mientras, el único exciclista del equipo que logró una trayectoria más o menos destacada fue Mikel Gaztañaga que tras estar en el Atom fichó por el equipo de superior categoría (Profesional Continental) del Agritubel.

## Material ciclista
El equipo utilizó bicicletas BH.

## Sede
El equipo tenía su sede en Urrugne (15 Lot Arrobia
64122).

## Clasificaciones UCI
A partir de 2005 la UCI instauró los Circuitos Continentales UCI, donde el equipo estuvo durante su año en activo en 2006, registrado dentro del UCI America Tour. Estando en las clasificaciones del UCI America Tour Ranking y UCI Europe Tour Ranking. Las clasificaciones del equipo y de su ciclista más destacado son las siguientes:
| Temporada                | Clasificación por equipos | Mejor corredor en la clasificación individual | Posición |
| 2005-2006 (America Tour) | 20.º                      | Carlos Ibáñez                                 | 226.º    |
| 2005-2006 (Europe Tour)  | 53.º                      | Mikel Gaztañaga                               | 19.º     |

## Palmarés

### Palmarés 2006
Circuito Continental
| Fechas       | Carreras                                        | Ganador         |
| 13 de mayo   | 3.ª etapa de la Vuelta a la Comunidad de Madrid | Mikel Gaztañaga |
| 25 de mayo   | Tour de Vendée                                  | Mikel Gaztañaga |
| 31 de julio  | Circuito de Guecho                              | Mikel Gaztañaga |
| 14 de agosto | 9.ª etapa de la Vuelta a Colombia               | Carlos Ibáñez   |

## Plantilla
| Nombre                 | Nacimiento | Nacionalidad | Equipo 2005                     |
| Mikel Azparren         | 29/01/1971 | España       | Neoprofesional                  |
| Giovanni Báez          | 09/04/1981 | Colombia     | Neoprofesional                  |
| Mikel Elgezabal        | 08/10/1979 | España       | Costa de Almería-Paternina      |
| Mikel Gaztañaga        | 05/12/1979 | España       | Catalunya-Angel Mir             |
| Víctor Hugo González   | 21/05/1974 | Colombia     | Neoprofesional                  |
| Carlos Ibáñez          | 30/10/1981 | España       | Colombia-Selle Italia (en 2002) |
| Gaizka Lasa            | 01/07/1982 | España       | Neoprofesional                  |
| Luis Moyano            | 24/03/1976 | Argentina    | Neoprofesional                  |
| Mauricio Ortega        | 22/10/1980 | Colombia     | Neoprofesional                  |
| David Pérez            | 30/12/1980 | España       | Neoprofesional                  |
| Milton Javier Ramos    | 12/12/1979 | Nicaragua    | Neoprofesional                  |
| Diego Tamayo           | 19/09/1983 | Colombia     | Neoprofesional                  |
| Arlés de Jesús Tavares | 12/08/1979 | Colombia     | Neoprofesional                  |
| Ángel Vázquez          | 09/05/1980 | España       | Barbot-Pascoal                  |

1. 1 2  Desde el 20 de julio.
2. ↑  Hasta el 30 de junio.
3. ↑  El 1 de julio fichó por el Barbot-Halcon.